# Fundação NMAC
A Fundação NMAC (em sueco: Stiftelsen Wanås) é um espaço museístico de caráter privado, dedicado à arte contemporânea e ao estudo das relações que se estabelecem entre arte e natureza.
A fundação foi inaugurada em Junho de 2001 e conta com obras de artistas de diversas nacionalidades. As obras que compõe a coleção são criadas especificamente para o lugar onde se instalarão, são projetos Arte in situ.

## Localização e Infraestrutura
A Fundação está localizada no interior do Campo de Montenmedio, que se estende por 500 hectares aproximadamente, sendo que 30 deles estão ocupados pela Fundação. Está situada no interior da Floresta Mediterrânea, no município de Vejer de la Frontera (Cádis).

Vista do entorno natural na Fundação NMAC

Limita ao sul com o Parque Natural de la Breña y Marismas del Barbate.
A coleção se estabelece em duas regiões distintas: na Floresta Mediterrânea e nos antigos barracões militares. Na Floresta Mediterrânea, realizou-se, pelo coletivo artístico francês “Campment Urbain”, um projeto de sinalização, enquanto que os barracões militares foram reabilitados para abrigar as instalações da Fundação: recepção e oficinas, salas de exposições, oficinas de atividades, biblioteca e centro de documentação.
As intervenções começaram no ano 2000 quando foram reabilitados três barracões para acolher a recepção, oficinas e duas salas de vídeo (project rooms). Em 2002, foram recuperados outros três barracões, que atualmente abrigam a biblioteca e obras de artistas como Marina Abramović, Olafur Eliasson, Santiago Serra, Cristina Lucas e Pilar Albarracín.

Transplantado, obra de Roxy Paine na Fundação NMAC

Em 2003, o artista chino Huang Yong Ping modificou a estrutura de outros dois barracões, para seu projeto Hammam, que recria um  banho árabe.

### Arte e Natureza na Fundação NMAC
A Fundação se localiza em um espaço natural no qual os artistas realizam projetos Arte in situ, concebidos em diferentes suportes: instalações, esculturas, estruturas arquitetônicas, fotografia, videoarte, e Performance.
Na Fundação, as obras estabelecem um diálogo com  o espaço natural, segundo a intenção do artista, buscando a interação entre arte e natureza.

## Exposições
A fundação se inaugura em Junho de 2001, entre as primeiras obras da coleção encontram-se as de Marina Abramović, Maurizio Cattelan, Sol LeWitt e Roxy Paine, entre outros.
No ano de 2003, ocorre mais uma exposição com a incorporação de projetos de artistas como: Michael Lin, Ester Partegàs, Fernando Sánchez Castillo e Huang Yong Ping.
Em 2006, se realiza a mostra Testigos/Witnesses, com uma temática relacionada com a zona geográfica onde se encontra a Fundação. Os artistas que participaram nesta ocasião foram: Adel Abdessemed, Maja Bajevic, Jeppe Hein, Cristina Lucas, Pascale Marthine Tayou e Shen Yuan.
Em Mmaio de 2009 se inaugura a última obra, Second Wind 2005 do artista californiano James Turrell, única com essas características na Espanha.

## Coleção permanente
A coleção está formada por obras de artistas contemporâneos cuja atividade se desenvolve na segunda metade do século XX e princípios do século XXI. A coleção permanente da fundação conta com as seguintes obras:
- Adel Abdessemed,

Salam Europe!
- Marina Abramović,

Nidos Humanos / Human Nests, 2001 El Héroe (para Antonio) / The Hero (for Antonio), 2001
- Pilar Albarracín,

La Noche 1002 / The Night 1002, Lunares / Dots, 2001
- Maja Bajevic,

Esculturas para los ciegos / Sculpture for the Blind, El Viaje / Le Voyage, 2001
- Gunilla Bandolin,

Impresión del Cielo / Sky’s Impression, 2001
- Maurizio Cattelan,

Sin Título / Untitled, 2001
- Olafur Eliasson,

Pared de ladrillos Quasi / Quasi Brick Wall , 2002
- Jeppe Hein,

Bancos sociales modificados / Modified Social Benches, 2006
- Sol LeWitt,

Bloque de Cenizas / Cinderblock, 2001
- Michael Lin,

Jardín Pasadizo / Garden Passage, 2003
- Cristina Lucas,

Tú también puedes caminar / You can walk too!, 2006
- Pascale Martine Tayou,

Plansone Duty Free, 2006
- Alekxandra Mir,

1000 Historias de amor / 1000 Love Stories, 2004-2007
- Richard Nonas,

Caudal del río, serpiente en el sol / River- sun, Snake in the sun, 2001
- Roxy Paine,

Transplantado / Transplant, 2001
- Ester Partegàs,

Yo recuerdo / I Remember, 2003
- MP & MP Rosado,

Secuencia Ridícula / Ridiculous Sequence, 2002
- Fernando Sánchez Castillo,

Fuente / Fountain, 2003
- Berni Searle,

Hogar y Exilio / Home and Way, 2003
- Santiago Sierra,

3000 Huecos de 180 x 70 x 70 cm. cada uno / 3000 Hollows of 180 x 70 x 70 cm. each, 2002
- Susana Solano,

Encens y Mirra / Incense and Myrrh, 2001
- Huang Yong Ping,

Hamman/ Hamman, 2003
- Shen Yuan,

Puente / Bridge, 2006
- James Turrell,

Second Wind 2005.
Última obra inaugurada na Fundação NMAC em maio de 2009

## Galeria de imagens

Marina Abramović, El Héroe, 2001Marina Abramović, El Héroe, 2001
Fernando Sánchez Castillo, Fuente, 2003Fernando Sánchez Castillo, Fuente, 2003
Maurizio Cattelan, Sin título, 2001Maurizio Cattelan, Sin título, 2001
Olafur Eliasson, Quasi Brick Wall, 2003Olafur Eliasson, Quasi Brick Wall, 2003
Sol LeWitt, Bloque de cenizas, 2001Sol LeWitt, Bloque de cenizas, 2001
Pascale Marthine Tayou, Plansone Duty Free, 2006Pascale Marthine Tayou, Plansone Duty Free, 2006

## Projetos temporários

Oficina Cleaning the House, com Marina Abramović; 30 Hectáreas de meditación, obra de Declan Rooney, 2004

A Fundação também expõe vários projetos temporários. Por ordem cronológica:
- Marina Abramović,

Cleaning the House, 2004
- Alicia Framis,

«Solitario / Lonely». www.fundacionnmac.org. Consultado em 16 de julho de 2015. Arquivado do original em 8 de agosto de 2009, 2002
- Anya Gallaccio, 2001

Verde / Green, Verdoso / Verdant, Para Siempre / For Ever, 2001
- Joana Vasconcelos,

Opio / Opium, 2003
- Cristina Lucas,

Proyecto Bridge y Race / Bridge Project and Race, 2005
- Olafur Eliasson,

Your Circumspection Disclosed, 2005-2007
- Jesús Palomino,

Anticogelante y 8 Emisiones de radio, 2006 / Antifreeze and 8 Radio Broadcasts, 2006
- Pascale Martine Tayou,

Plan-Zone, 2006
- Gregor Scheneider,

La Kaaba Blanca / The white Ka’ ba, 2006

## Programa educativo na Fundación NMAC

Visitas escolares na Fundação NMAC

A Fundação dispõe de um Departamento Educativo que organiza visitas guiadas à coleção e oficinas para escolas, bem como de um site específico que desenvolve atividades concretas dirigidas e adaptadas a diferentes tipos de público. Também organiza seminários, jornadas profissionais e publica catálogos das exposições e artistas participantes.

## Livros e catálogos editados pela Fundação NMAC
- BLÁZQUEZ ABASCAL, Jimena; Arte y naturaleza. Guía de Europa, Parques de esculturas. Edita Fundación NMAC y Documenta Artes y Ciencias Visuales, Cádiz, 2006, p. 78-83.
- BLÁZQUEZ ABASCAL, Jimena et al; Testigos-Witnesses. Ed. Charta, Italia, 2006.
- VV. AA., Arte y Naturaleza. Montenmedio Arte Contemporáneo. Edita Fundación NMAC, Cádiz, 2001.
- VV. AA., Cleaning the house. Edita Fundación NMAC, Cádiz, 2007.
- VV. AA., Guía de buenas prácticas. Proyectos de arte contemporáneo en espacios públicos, naturales y urbanos. Edita Fundación NMAC, Cádiz, 2002.
- VV. AA., James Turrell. Ed. Charta, Italia, 2009.
- VV. AA., Love Stories. Alekxandra Mir. Edita Fundación NMAC, Cádiz, 2008.
- VV. AA., Montenmedio Arte Contemporáneo. Edita Fundación NMAC, Cádiz 2003.
- VV. AA., Puente. Edita Fundación NMAC, Cádiz, 2005.